# 大久保 (新宿區)
大久保（日语：／ Ōkubo */?）是東京都新宿區的町名。現行行政地名為大久保一丁目至大久保三丁目。過去為豐多摩郡大久保町。2013年8月1日為止的人口有16,672人。郵遞區號169-0072。

## 地理
大正時代至終戰期間，戶山地區是東京有名的高級住宅街，前田利為侯爵、安藤子爵、室町伯爵、北大路男爵等華族與實業家在此打造數百坪的豪宅。大久保周邊有小泉八雲、西條八十、吉江孤雁、國木田獨步、水野葉舟、前田晁、前田夕暮等文學人士居住。
島崎藤村、下村湖人、岩野泡鳴、戶川秋骨、田岡嶺雲、嵯峨の屋おむろ、竹越三叉、松居松葉、草野柴二、服部嘉香、金子薫園等文人也是此地居民，當時的大久保是「樹木圍繞的閒靜住宅街、文筆家與藝術術家聚集之地」，有「大久保文士村」之稱。
其他，岡田啓介、平沼騏一郎、阿部信行等歷代總理與落合豐三郎、東條英教、與倉喜平等軍人，牧野伸顕、床次竹二郎、警視總監安樂兼道等官僚也入住西大久保。同時，此地也有市民的文化住宅與庶民的商店街，大久保小學校出身的加賀乙彦曾說：「山之手與下町混合」、「有知識階級子弟，也有從事廢品回收的家庭小孩」、「有原野、有住宅街、也有工廠」。
但是，此地在東京大空襲中損失慘重。失去住家的居民紛紛離去。1950年韓戰期間，此地成為美軍與日本女性發生性關係的場所，1960年代以後，情侶酒店興起。現在此地為住宅街，車站周邊與百人町是日本最大的韓國城。不只韓國，這裡也聚集了中國、泰國、緬甸、印度亞洲各國料理店、雜貨店。此外，町內還有戶山公園、新宿運動中心與大久保運動廣場等運動設施，早稻田大學大久保校區與海城中學校、高等學校等私立中高學校和各種專門學校。

### 町域內的商店會
- 新宿長毛象通商榮會　大久保1丁目
- 「天使住街」新大久保商店街振興組合　大久保一丁目
- 新宿大久保新興會　大久保二丁目
- 明和會　大久保二丁目
- Orange Court Shopping Center會　大久保三丁目

2001年在日本韓國人聯合會（韓人會）成立後，韓國、朝鮮商店主與新大久保商店街振興組合、新宿長毛象通商榮會（日语：新宿マンモス通り商栄會）等日本人商店會合作，跟隨橫濱、神戶、長崎等地的中華街，進行地區活化的提案。

### 大久保三丁目的再開發
山手線路廊與早稻田大學「西早稻田校區」之間的大久保3丁目正在進行大規模再開發事業「大久保三丁目西地區開發計畫」。
計畫中將建造地上45層、高160公尺的高層公寓，與兩棟高層辦公大樓。原來預計在2013年中竣工，但2012年4月工程完全中斷。
這是因為建設完成後將會破壞神宮外苑、聖德紀念繪畫館、日暮里富士見坂等眺望富士山的景色，因此引發反對運動，工程被迫中斷。

## 歷史

### 地名由來
過去此地是河川流過的大低地（窪地），稱為大久保。江戶時代前為農村。明治時代是賞杜鵑花的知名景點。

### 沿革
- 1889年（明治22年）5月1日 - 市制町村制施行，南豐島郡大久保百人町、東大久保村、西大久保村合併成立大久保村。
- 1896年（明治29年）4月1日 - 改為豐多摩郡。
- 1912年（大正元年）12月1日 - 大久保村施行町制。
- 1932年（昭和7年）10月1日 - 大久保町編入東京市，屬淀橋區。
- 1952年（昭和27年）3月25日 - 西武鐵道高田馬場站～西武新宿站間開業。大久保雖然有西武新宿線通過，但未設站。
- 1963年（昭和38年）9月 - 早稻田大學大久保校區（理工學部）開設

### 住居表示實施前後的地名對應
| 實施後       | 實施年月日               | 實施前（無備註表部分區域）             |
| ------------ | ------------------------ | -------------------------------------- |
| 大久保一丁目 | 1978年（昭和53年）7月1日 | 西大久保二丁目                         |
| 大久保二丁目 | 1978年（昭和53年）7月1日 | 西大久保三丁目（全部）、西大久保四丁目 |
| 大久保三丁目 | 1978年（昭和53年）7月1日 | 西大久保四丁目、百人町四丁目           |

## 交通

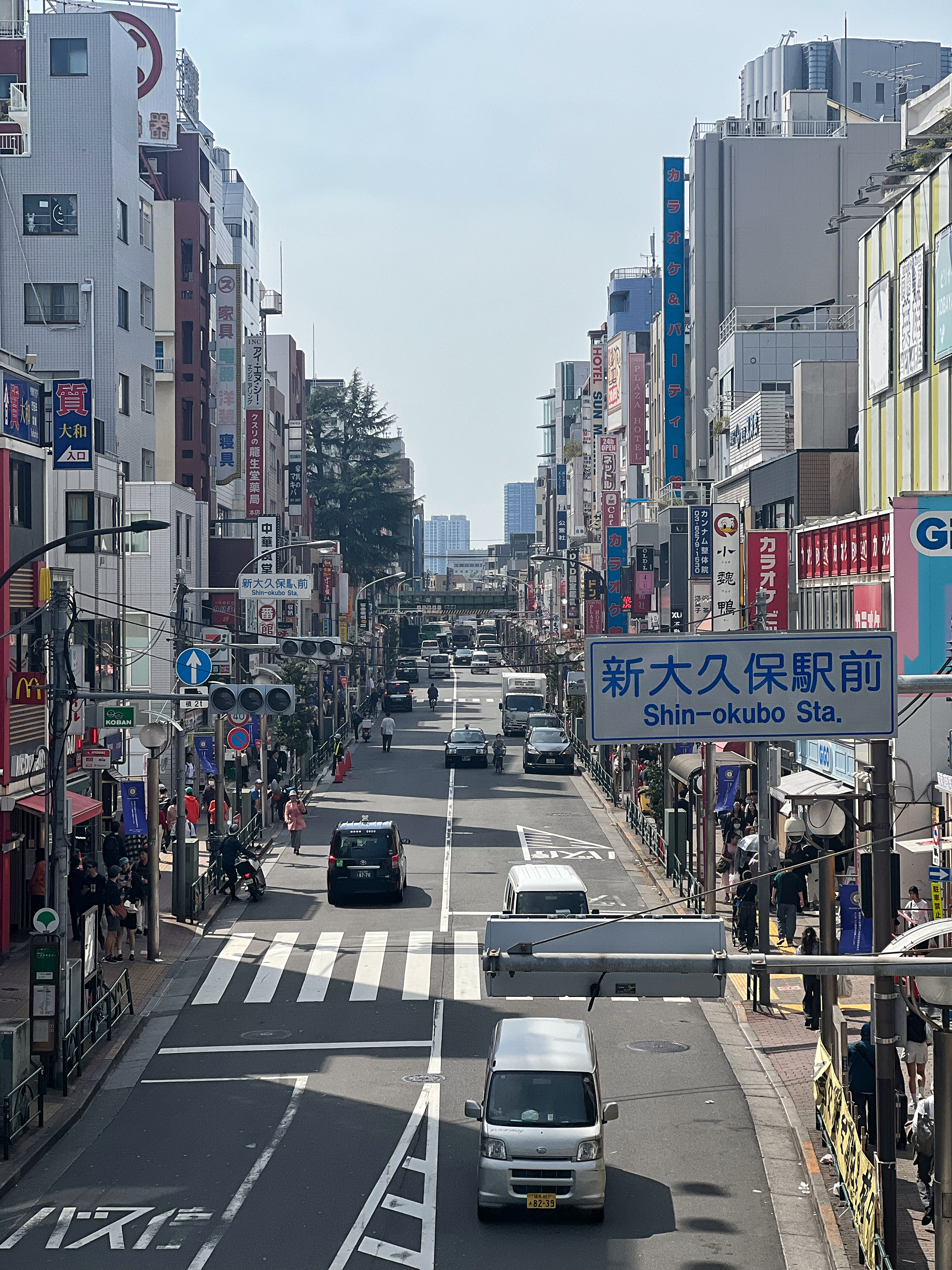
东京都道433大久保通り新大久保站前

町域內沒有鐵路車站，可利用新大久保站、東新宿站、大久保站、高田馬場站、西早稻田站。幹線道路巴士便利，使用者眾多。

## 設施

### 公共機關
- 東京社會保險事務局
- 新宿運動中心
- 新宿Cosmic Center
- 新宿區立大久保圖書館

### 教育機關
- 早稻田大學大久保校區（理工學部）
- 海城中學校、高等學校
- 保善高等學校
- 新宿區立西早稻田中學校

### 公園
- 戶山公園

### 寺社
- 全龍寺（一丁目）
- 夫婦木神社（二丁目）

### 其他
- 東京都綠之圖書室（戶山公園內）

## 大久保出身的名人
- 安藤昇
- 江藤淳
- myco
- 原田宗典
- 廖承志
- 郭惠二

## 以大久保為舞台的作品
- 黑色畫集（1960年、東寶）
- 超人力霸王雷歐（僅第1、2話）
- 忘不了你（日语：あなたを忘れない）

## 備註
1. ↑  .   [2013-08-10]. （原始内容存档于2014-08-19）.
2. ↑  川本三郎「郊外の文學誌」p.128-129
3. ↑  加賀乙彦「永遠の都」
4. ↑  西條嫩子「父西條八十」（中央公論新社、1978年）
5. ↑  .   [2013-07-01]. （原始内容存档于2009-09-17）.
6. ↑  住在近隣的百人町與余丁町的有永井荷風、岡本綺堂、邦枝完二、菊池寛（木村梢「東京山の手昔がたり」世界文化社、1996年）。
7. ↑  .   [2013-07-01]. （原始内容存档于2012-04-05）.
8. ↑  茅原健「新宿・大久保文士村界隈」（日本古書通信社、2005年）
9. ↑  「経済往来」（経済往来社、1984年）第36巻、第1～6号、p.192。
10. ↑  .   [2013-07-01]. （原始内容存档于2013-06-04）.
11. ↑  川本三郎「郊外の文學誌」p.129
12. 1 2  「東京人」1998年2月号。
13. ↑  .   [2013年7月1日]. （原始内容存档于2016年3月5日）.
14. ↑  「日暮里富士見坂」損なうビル計画　神宮外苑絵画館　景観にも影響[永久] 『東京新聞』　平成23年12月22日朝刊掲載
15. ↑  風景遺産の継承を （页面存档备份，存于） 日暮里富士見坂のリーフレット 日暮里富士見坂を守る會 平成23年11月10日
16. ↑  都心の富士見坂全滅　『東京新聞』　平成23年10月21日、都心から消えゆく「富士見坂」　『朝日新聞』　平成23年11月9日

## 外部連結
- 大久保特別出張所 （页面存档备份，存于）